# (28105) Santallo
(28105) Santallo est un astéroïde de la ceinture principale.

## Description
(28105) Santallo est un astéroïde de la ceinture principale. Il fut découvert le 18 septembre 1998 à Caussols par le programme ODAS. Il présente une orbite caractérisée par un demi-grand axe de 2,63 UA, une excentricité de 0,15 et une inclinaison de 12,0° par rapport à l'écliptique.

## Compléments